# Artemisia princeps
Artemisia princeps là một loài thực vật có hoa trong họ Cúc. Loài này được Pamp. mô tả khoa học đầu tiên năm 1930. Artemisia princeps còn được gọi là よもぎ (Yo-mo-gi) bằng tiếng Nhật, và thường được sử dụng trong việc nấu nướng cũng như thức uống thường ngày như trà rang, bánh gạo nếp và các loại bánh kẹo địa phương. Người Nhật cho rằng Yomogi có tác dụng thanh nhiệt, giải độc nên thường sử dụng lá này nhất vào mùa hè. Yomogi là loài cây cùng họ khác giống với lá ngải Việt Nam. 

## Phân bố và môi trường sống
Artemisia princeps là giống cây bản địa ở Trung Quốc, Nhật Bản và Triều Tiên. Nó cũng được đưa đến Bỉ và Hà Lan. Giống này mọc ở nhiều môi trường đa dạng như lề đường, bờ dốc, thung lũng, bờ sông.